# 圣母堂 (北京)

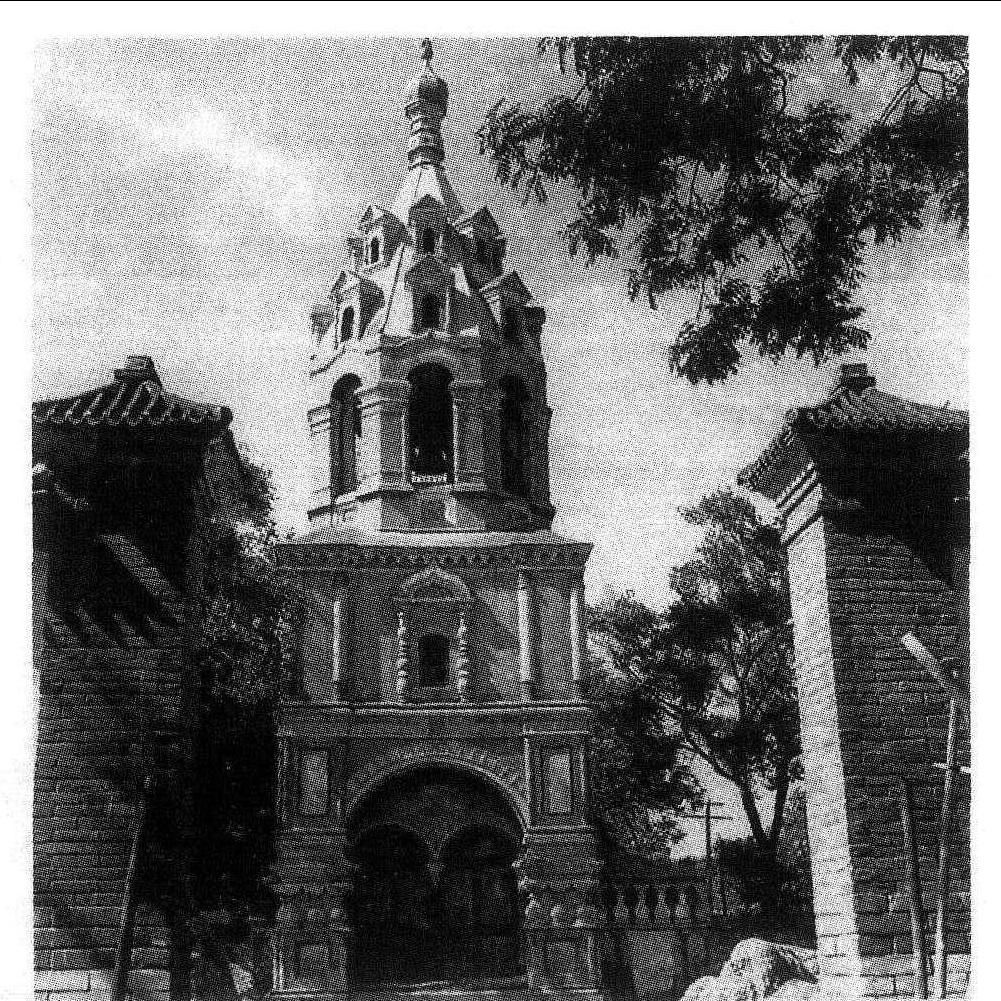
安定门外东正教墓地中的圣母堂

圣母堂曾是东正教北京传道团墓地内的教堂，位于中国北京安定门外六铺炕。1918年修建，是一座金顶教堂。坐西朝东，进深27米，分为圣所和至圣所两部分1956年，北京东正教会宣布解散，苏联驻华大使馆进驻北馆。1957年，苏联大使拆毁北馆内的教众致命堂，将庚子事变中222名中国殉道者的遗骨被移至安定门外墓地。“文化大革命”期间，墓地被破坏。1980年，改建为青年湖公园。